# Anzola d'Ossola
Anzola d'Ossola (Anzòla in dialetto ossolano) è un comune italiano di 377 abitanti della provincia del Verbano-Cusio-Ossola in Piemonte.

## Geografia fisica
Anzola d'Ossola è un comune situato su una piana alluvionale tra il corso del fiume Toce e le retrostanti montagne. Il suo toponimo, con molta probabilità deriva da una piccola ansa che il fiume Toce nel suo discendere la Val d'Ossola, formava proprio vicino al paese, simile ad un piccolo lago. Il centro abitato sorge ai piedi del versante settentrionale del monte Massone, per questa ragione gode di un clima molto freddo in inverno a causa della scarsa esposizione al sole, le temperature in questa stagione possono facilmente scendere di parecchi gradi sotto lo zero (anche sotto i -10).

## Storia
Il nome "Anzola" potrebbe originare dal diminutivo del nome di persona romano Antius
Il Dizionario di Geografia Antica del 1890 descrive Anzola d’Ossola:
Tre sono le caratteristiche dell’ameno paesello: le strade tutte coperte con pergolati d’uva, la primizia delle ciliegie che maturano ai primi di maggio, e la mancanza di sole sull’abitato nel cuore dell’inverno, dovuta alla posizione a ridosso di altissimi monti
Il borgo attorno all'anno mille era possedimento del vescovo di Novara e godeva di una certa importanza per una peschiera ivi esistente. Il primo documento storico che riporta il nome di Anzola risale ad un investitura livellaria del vescovo novarese, datato 12 luglio 1006.

### XI secolo
Nell'anno 1004 Enrico II, re di Germania dal 1002, scese in Italia, dove Arduino d'Ivrea si era fatto incoronare re, e lo costrinse alla fuga cingendosi egli stesso della corona reale d'Italia a Pavia.
Enrico II dovette ritornare nella penisola nel 1013, esortato dal pontefice e dai vescovi, con poderoso esercito, e assediò per vari mesi Arduino che si era chiuso per vari mesi in un castello della valle dell'Orco senza poterlo costringere alla resa.
Il 14 febbraio 1014 si recò a Roma dove fu acclamato, unto e incoronato Imperatore del Sacro Romano Impero da Papa Benedetto VIII. A seguito di scontri tra italiani e tedeschi, Enrico II dovette abbandonare Roma e, passando per la Toscana e Lombardia, ritornare in Germania. Durante questo viaggio, dispensò i più ampi favori e privilegi alle chiese e specialmente ai vescovi di Novara e Vercelli. L'Imperatore ricompensava il vescovo Pietro di Novara, per la costante fedeltà dimostratagli e in considerazione dei danni subiti durante il dominio di Arduino. In ricompensa pertanto della sua abnegazione e ristorazione di tanti danni da lui sofferti, accordava l'Imperatore un piccolo contado nella Valle dell'Ossola. Pieve Vergonte veniva trasferita nella potestà e sotto la giurisdizione della Chiesa

Conradus,etc. CenobioS.Petri, quod dicitur Coleum Aureum,subvenire et nostra preceptali auctoritate confirmare et corroborare omnes cortes et proprietates, quas pridem per quodvis ingenium donoscitur possedisse… et omnia, quae in Monte Ferrato, et quae in Comitati Vercellensi et Yporegiensi, et quae in Novariensi ad eundem locum pertinent...et illas terras que habere visum est in Belingo et in Liventina, cum omnibus suis pertinentiis; cortem insuper, quae Vergonto dicitur, et Piscariam, quae est in Tauxa etc (Muratori, Antiq. Med. Aevi, I, 595)
Il 12 luglio 1006 nel castello dell'Isola di San Giulio, Pietro III, vescovo di Novara, concesse a tale Grimaldo per 29 anni la metà di quattro masserie poste nel territorio di Anzola appartenenti ai beni della chiesa pievana di San Vincenzo di Vergonte, per il canone d'affitto annuo di cento libbre di formaggio.
Questo il testo del preziosissimo documento, conservato nell'Capitular Archive of Santa Maria in Novara (Novara, Archivio Storico Diocesano, A.C. N, 27). Nel 1006 le quattro masserie e i sei coloni erano di pertinenza della chiesa pievana di Vergonte, anche se amministrate dal Vescovo, il quale secondo una formula in uso a quel tempo, godeva i beni ma provvedeva ai bisogni di quella chiesa proporzionalmente ai frutti. Un legame già forte nel 1006, ma che risaliva ad un'epoca precedente e univa Anzola all'antichissima pieve di San Vincenzo di Vergonte. I sei fattori della chiesa di Vergonte (Domenico, Lupo, Martino, Domenico, Giovanni Battista e Albino) che nel 1006 lavoravano le quattro masserie di cui si componeva la terra di Anzola, discendevano probabilmente dai primi coloni insediati dalla Pieve di Vergonte o dal monastero di San Pietro in Ciel d'Oro di Pavia, che risulta aver posseduto in quei tempi terre e peschiere in altri luoghi della valle. I coloni vivevano dei prodotti dell'agricoltura e dell'allevamento, come rivela il canone stabilito in formaggio – cento libbre – da versare ogni anno nei giorni precedenti o successivi alla festa di Sant'Andrea (30 novembre): scadenza posticipata rispetto a quella di San Martino (11 novembre), tradizionalmente fissata come termine dell'annata agraria.

### XIV secolo
Passata sotto la giurisdizione dei conti di Biandrate e, in seguito sotto quella del comune di Novara, Anzola e l'intera Ossola Inferiore vennero incorporate nel 1332 nei domini dei Visconti, signori di Milano che nel 1372 conquistarono anche la parte superiore della valle. Nell'anno 1374 avvenne il più violento scontro della zona tra i Ferrari, ghibellini fedeli a Galeazzo Visconti e gli Spelorci, guelfi dell'Ossola superiore.

### XIX secolo
Nel 1864, per distinguere il comune dagli omonimi in altre parti d'Italia, venne aggiunta la specificazione geografica divenendo Anzola d'Ossola.
Nel 1873, a Milano, nasce Enrico Monti, architetto, pioniere dell'industria del legno, ebanista, intagliatore. Monti è originario di Anzola d'Ossola dove i genitori risiedono e per primi finanziano una fabbrica per la lavorazione del legno.
A 41 anni, viene nominato cavaliere del Lavoro (il più giovane d'Italia).
Viene invitato a Buenos Aires per arredare le sale del Parlamento argentino.
Successivamente, la regina Guglielmina d'Olanda affida la decorazione del Palazzo Reale di Amsterdam.
In seguito, la Società delle Nazioni, con sede a Ginevra, gli offre commissioni.
Nel 1911 costruisce una villa in Anzola d'Ossola, utilizzando parti originali in legno provenienti dall'Esposizione Internazionale di Milano del 1906.
Nel 1920 vince la gara per l'arredamento del palazzo del Parlamento a Montevideo, Uruguay.
Si dedica all'arredamento navale, ammobiliando una trentina di navi, tra cui il famoso transatlantico Rex, detentore per anni del trofeo Nastro Azzurro, per la più veloce attraversata dell'Atlantico.

### XX secolo
Soppresso come comune nel 1928 ed aggregato al confinante Ornavasso, Anzola riottenne l'autonomia amministrativa nel 1947.

### Simboli
Lo stemma utilizzato dal Comune, anche se privo di formale decreto di concessione, è uno scudo inquartato ed è così descritto nello statuto comunale: 
(Art. 5 c. 2 dello Statuto comunale)
Il gonfalone è un drappo di azzurro 

## Monumenti e luoghi d'interesse

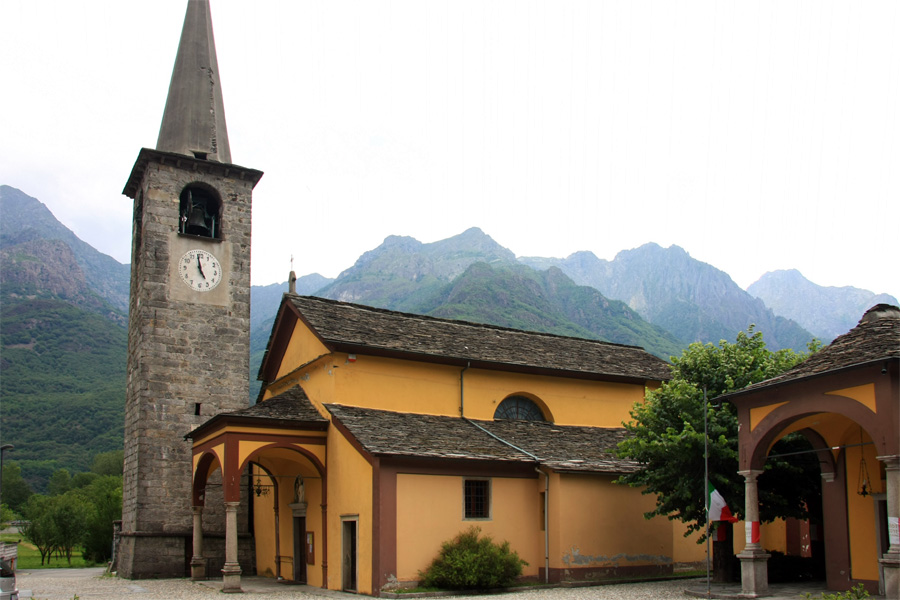
Chiesa parrocchiale di San Tomaso

- Chiesa di San Tomaso: è l'unico edificio di pregio rimasto del periodo medioevale. È ancora individuabile la matrice romana dell'edificio di culto, anche se successivi e numerosi restauri ne hanno sostanzialmente alterato l'originale disegno. La chiesa originariamente era dipendente dalla Pieve di San Vincenzo di Vergonte e successivamente dalla vicina chiesa di Premosello Chiovenda; venne eretta parrocchiale nel 1603. Grazie a questo riconoscimento gli abitanti e un filantropo dell'epoca edificarono un massiccio campanile la cui costruzione ebbe termine nel 1674.
- Oratorio di San Rocco: costruito in funzione della peste che colpì duramente la zona nell'anno 1600, era infatti destinato alle celebrazioni delle funzioni religiose nei momenti in cui il pericolo del contagio era molto elevato. Per questo gli oratori dovevano essere aperti per limitarlo e a differenza di altri ha mantenuto la sua caratteristica peculiare.
- Santuario della Madonna del Carmine: dominante grazie alla sua posizione elevata rispetto all'abitato.

## Società

### Evoluzione demografica
Abitanti censiti

## Economia
Nel territorio comunale è presente la sorgente Buvera dalla quale sgorga acqua oligominerale. Lo sfruttamento a fini commerciali di questa fonte cessò a fine anni ‘80 a causa dell'ingente riduzione della portata della fonte d’acqua. Dai primi anni ‘90 nella ex sede di imbottigliamento Buvera, si installò una delle realtà produttive afferenti al Gruppo Omcd, una serie di aziende metalmeccaniche che danno lavoro a circa 200 persone, tutte ubicate ad Anzola.
Negli ultimi decenni, vi fu dunque la progressiva trasformazione di un'economia un tempo esclusivamente agricola, ad una che offre lavoro nei settori più disparati: dall’industria tessile e dell’abbigliamento, a quella dei serramenti, della lavorazione del legno e della meccanica fine. 
È così che un paesino di circa 500 abitanti si trasforma in un punto di richiamo e di opportunità di lavoro per circa 400 persone, impiegate nei differenti ambiti.
La prima domenica di giugno ha luogo la “sagra delle ciliegie”, un sorta di grigliata all’aperto, la cui nomea ha varcato i confini del paese, richiamando persone dalle valli limitrofe e da tutto il vicino lago Maggiore.

## Amministrazione
Di seguito è presentata una tabella relativa alle amministrazioni che si sono succedute in questo comune.
| Periodo        | Periodo        | Primo cittadino    | Partito                                     | Carica  | Note   |
| -------------- | -------------- | ------------------ | ------------------------------------------- | ------- | ------ |
| 24 aprile 1995 | 14 giugno 1999 | Gianni Monti       | centro                                      | Sindaco | [ 10 ] |
| 14 giugno 1999 | 14 giugno 2004 | Gianni Monti       | lista civica                                | Sindaco | [ 10 ] |
| 14 giugno 2004 | 8 giugno 2009  | Margherita Peretti | lista civica                                | Sindaco | [ 10 ] |
| 8 giugno 2009  | 26 maggio 2014 | Margherita Peretti | lista civica                                | Sindaco | [ 10 ] |
| 26 maggio 2014 | 27 maggio 2019 | Alberto Boggio     | lista civica Idee per Anzola                | Sindaco | [ 10 ] |
| 27 maggio 2019 | 9 giugno 2024  | Andrea Melloni     | lista civica Presente e futuro              | Sindaco | [ 10 ] |
| 9 giugno 2024  | in carica      | Andrea Melloni     | lista civica - Presente e futuro per Anzola | Sindaco | [ 10 ] |

### Altre informazioni amministrative
Fa parte dell'unione di comuni montana delle Valli dell'Ossola.